# Cynometra fissicuspis
Cynometra fissicuspis är en ärtväxtart som först beskrevs av Henri François Pittier, och fick sitt nu gällande namn av Henri François Pittier. Cynometra fissicuspis ingår i släktet Cynometra, och familjen ärtväxter. Inga underarter finns listade i Catalogue of Life.